# Allium lagarophyllum
Allium lagarophyllum är en amaryllisväxtart som beskrevs av Brullo, Pavone och Dimitrios B. Tzanoudakis. Allium lagarophyllum ingår i släktet lökar, och familjen amaryllisväxter.
Artens utbredningsområde är Grekland. Inga underarter finns listade i Catalogue of Life.